# Out for Blood (filme de 1992)
Out for Blood (Brasil: Busca de Sangue ) é um filme de ação, produzido nos Estados Unidos em 1992.

## Sinopse
Advogado perito em artes marciais jura vingança contra traficantes que mataram sua família.

## Elenco
- Don Wilson....John Decker (como Don 'The Dragon' Wilson)
- Shari Shattuck...Joanna Montague
- Michael DeLano...Lt. Edward Croft
- Ron Steelman...Dr. Jay 'Mack' McConnell
- Art Camacho